# Драфт ВНБА 2023 года
Драфт ВНБА 2023 года прошёл 10 апреля, в понедельник, в Нью-Йорке, самом крупном городе США, в знаменитой Spring Studios, которая располагается в Трайбеке (боро Манхэттен). К участию в драфте были допущены игроки после окончания колледжа и игроки-иностранцы. Лотерея драфта прошла 11 ноября 2022 года, по результатам которой право выбора под первым номером получила команда «Индиана Фивер», который был использован последней на 21-летнюю Алию Бостон, центрфорварда из университета Южной Каролины. Первый раунд драфта транслировался на спортивном канале ESPN2 (в формате HD) в семь часов вечера по Североамериканскому восточному времени (EDT), а его второй и третий раунды были показаны на кабельном канале ESPNU на час позднее. Уже в третий раз драфт ВНБА транслировался в Канаде, он был показан на телевизионном канале TSN3/5.
Всего же на этом драфте было выбрано 36 баскетболисток, из которых 24 из США, 2 из Франции (Кади Сиссоко и Майя Хирш) и по одной из Бразилии (Стефани Суарис), Мексики (Лу Лопес Сенешаль), Канады (Летисия Эмихир), Австралии (Шанис Суэйн), Венгрии (Дорка Юхас), Греции (Элена Тсинеке), Камеруна (Дульси Фанкам Менджаду), Испании (Челл Аларкон), Дании (Окако Адика) и Беларуси (Ксения Малашка).

## Легенда к драфту
|  | Выделены игроки, выбранные в Баскетбольный зал славы                      |
|  | Выделены участники Матча всех звёзд ВНБА и игроки сборной всех звёзд ВНБА |
|  | Выделены участники Матча всех звёзд ВНБА                                  |
|  | Выделены игроки сборной всех звёзд ВНБА                                   |
|  | Выделены игроки, не игравшие в ВНБА                                       |

## Лотерея драфта
Лотерея драфта была проведена 11 ноября 2022 года, чтобы определить порядок выбора первой четвёрки клубов предстоящего драфта, в студии развлечений НБА в городе Бристоле (штат Коннектикут), которая транслировалась на спортивном кабельном канале ESPN перед началом игры регулярного сезона NCAA между клубами «Южная Каролина Геймкокс» и «Мэриленд Террапинс». Клуб «Индиана Фивер» выиграл в ней право выбирать первым, в то время как «Миннесота Линкс» и «Атланта Дрим» были удостоены второго и третьего выбора соответственно. Оставшиеся же выборы первого раунда и все выборы второго и третьего раундов осуществлялись командами в обратном порядке их итогового положения в регулярном чемпионате прошлого сезона.
В этой таблице показаны шансы четырёх худших команд прошлого сезона, не попавших в турнир плей-офф, которые боролись за шанс получить первый номер выбора на лотерее предстоящего драфта, округлённые до трёх знаков после запятой:
| Худшие команды прошлого сезона                                                             | Баланс побед и поражений четырёх худших команд прошлого сезона (двух последних сезонов) | Шансы на выигрыш первого номера драфта | Номер выбора на драфте | Номер выбора на драфте | Номер выбора на драфте | Номер выбора на драфте |
| Худшие команды прошлого сезона                                                             | Баланс побед и поражений четырёх худших команд прошлого сезона (двух последних сезонов) | Шансы на выигрыш первого номера драфта | 1-й                    | 2-й                    | 3-й                    | 4-й                    |
| ------------------------------------------------------------------------------------------ | --------------------------------------------------------------------------------------- | -------------------------------------- | ---------------------- | ---------------------- | ---------------------- | ---------------------- |
| Индиана Фивер                                                                              | 5—31 (11—57)                                                                            | 442                                    | 0,442                  | 0,316                  | 0,181                  | 0,062                  |
| Лос-Анджелес Спаркс (право выбора продано в Вашингтон Мистикс)                             | 13—23 (25—43)                                                                           | 178                                    | 0,178                  | 0,230                  | 0,317                  | 0,275                  |
| Атланта Дрим                                                                               | 14—22 (22—46)                                                                           | 276                                    | 0,276                  | 0,310                  | 0,270                  | 0,144                  |
| Миннесота Линкс                                                                            | 14—22 (36—32)                                                                           | 104                                    | 0,104                  | 0,145                  | 0,232                  | 0,520                  |
| Примечание: Закрашенные сегменты таблицы обозначают фактические результаты лотереи драфта. |                                                                                         |                                        |                        |                        |                        |                        |

## Приглашённые игроки
7 апреля 2023 года на официальном сайте ВНБА был опубликован список из пятнадцати игроков, специально приглашённых для участия в этом драфте:
| - Грейс Бергер (Индиана) - Бри Бил (Южная Каролина) - Алия Бостон (Южная Каролина) - Хейли Джонс (Стэнфорд) - Эшли Джоунс (Айова Стэйт) | - Зайя Кук (Южная Каролина) - Лу Лопес Сенешаль (Коннектикут) - Тейлор Майкселл (Огайо Стэйт) - Даймонд Миллер (Мэриленд) - Алексис Моррис (ЛСЮ) | - Мэдди Сигрист (Вилланова) - Стефани Суарис (Айова Стэйт) - Джордан Хорстон (Огайо Стэйт) - Летисия Эмихир (Южная Каролина) - Дорка Юхас (Коннектикут). |

## Сделки
- 31 января 2022 года команда «Финикс Меркури» обменяла Киа Вон в команду «Атланта Дрим» на право выбора под 27-м номером драфта[6].
- 3 февраля 2022 года состоялась трёхсторонняя сделка между командами «Финикс Меркури», «Чикаго Скай» и «Индиана Фивер», в результате которой:
  - «Индиана Фивер» получила Бриа Хартли, право выбора под 20-м номером драфта 2022 года и право выбора под 17-м номером драфта от «Финикс Меркури», а также право выбора под 7-м номером драфта 2022 года и право выбора под 11-м номером драфта от «Чикаго Скай».
  - «Чикаго Скай» получила Жюли Альман от клуба «Индиана Фивер», а также право выбора под 5-м номером драфта от клуба «Финикс Меркури».
  - «Финикс Меркури» получила Даймонд Дешилдс от «Чикаго Скай»[7].
- 5 февраля 2022 года клуб «Лос-Анджелес Спаркс» обменял Эрику Уилер, 15-й номер драфта 2022 года и 4-й номер драфта 2023 года в клуб «Атланта Дрим» на Кеннеди Картер и права на Ли Юэжу[8].
- 8 марта 2022 года команда «Индиана Фивер» обменяла Тиэру Маккоуэн, 7-й номер драфта 2022 года и право выбора под 7-м номером драфта 2023 года в команду «Даллас Уингз» на право выбора под 4-м и 6-м номерами драфта 2022 года, а также право выбора под 11-м номером драфта 2023 года от клуба «Чикаго Скай»[9].
- 6 апреля 2022 года команда «Атланта Дрим» обменяла 1-й номер драфта 2022 года в команду «Вашингтон Мистикс» на 3-й и 14-й номера того же драфта, а также на право обменяться выборами в первом раунде драфта 2023 года (8-й на 4-й) с «Атланта Дрим», приобретённого последней у «Лос-Анджелес Спаркс»[10].
- 10 апреля 2022 года команда «Миннесота Линкс» обменяла 8-й и 13-й номера драфта 2022 года на право выбора под 12-м и 24-м номерами драфта 2023 года в клуб «Лас-Вегас Эйсес»[11].
- 11 апреля 2022 года команда «Сиэтл Шторм» обменяла Лорелу Кубай в команду «Нью-Йорк Либерти» на право выбора под 18-м номером драфта[12].
- 16 января 2023 года состоялась трёхсторонняя сделка между командами «Нью-Йорк Либерти», «Коннектикут Сан» и «Даллас Уингз», в результате которой:
  - «Нью-Йорк Либерти» получила Джонквел Джонс от «Коннектикут Сан» и Кейлу Торнтон от «Даллас Уингз».
  - «Коннектикут Сан» получила Ребекку Аллен и право выбора под 6-м номером драфта от клуба «Нью-Йорк Либерти», а также Тайашу Харрис от «Даллас Уингз».
  - «Даллас Уингз» получила Наташу Ховард и Кристал Дэнджерфилд от «Нью-Йорк Либерти»[13].
- 16 января 2023 года команда «Коннектикут Сан» обменяла Жасмин Томас и право выбора под 10-м номером драфта в клуб «Лос-Анджелес Спаркс» на Оливию Нельсон-Одода, Жасмин Уокер и Кианну Смит[14].
- 21 января 2023 года клуб «Даллас Уингз» обменял 3-й номер драфта 2023 года и 6-й номер драфта 2025 года на Алишу Грей в клуб «Атланта Дрим»[15].
- 9 февраля 2023 года клуб «Коннектикут Сан» обменял 6-й номер драфта на Тиффани Хейз в клуб «Атланта Дрим»[16].
- 11 февраля 2023 года состоялась четырёхсторонняя сделка между командами «Чикаго Скай», «Нью-Йорк Либерти», «Финикс Меркури» и «Даллас Уингз», в результате которой:
  - «Чикаго Скай» получила Марину Мабри от «Даллас Уингз» и право выбора под 13-м номером драфта 2024 года от «Финикс Меркури».
  - «Нью-Йорк Либерти» получила Леони Фибих от «Чикаго Скай», право выбора под 17-м номером драфта 2024 года от «Чикаго Скай», а также право обменяться выборами в первом раунде драфта 2025 года с «Финикс Меркури».
  - «Финикс Меркури» получила Микаэлу Оньенвере от «Нью-Йорк Либерти», а также право выбора под 29-м номером драфта 2024 года и право выбора во втором раунде драфта 2025 года от «Чикаго Скай».
  - «Даллас Уингз» получила Даймонд Дешилдс от «Финикс Меркури», 5-й номер этого драфта и 5-й номер драфта 2024 года от «Чикаго Скай», а также право обменяться выборами в первом раунде драфта 2025 года с тем же «Чикаго Скай»[17].
- 10 апреля 2023 года клуб «Даллас Уингз» приобрёл права на Стефани Суарис, обменяв в команду «Вашингтон Мистикс» 21-й номер драфта 2024 года и право выбора в первом раунде драфта 2025 года[18].

## Первый раунд
| Выбор | Игрок             | Позиция             | Гражданство | Команда драфта                                                                                           | Университет/ Бывшая команда              |
| ----- | ----------------- | ------------------- | ----------- | --- | ---------------------------------------- |
| 1     | Алия Бостон       | Форвард / Центровая | США         | Индиана Фивер                                                                                            | Университет Южной Каролины               |
| 2     | Даймонд Миллер    | Защитник            | США         | Миннесота Линкс                                                                                          | Мэрилендский университет в Колледж-Парке |
| 3     | Мэдди Сигрист     | Форвард             | США         | Даллас Уингз (право выбора от Атланта Дрим)                                                              | Университет Вилланова                    |
| 4     | Стефани Суарис    | Форвард             | Бразилия    | Вашингтон Мистикс (право выбора от Лос-Анджелес Спаркс через Атланта Дрим, затем продана в Даллас Уингз) | Университет штата Айова                  |
| 5     | Лу Лопес Сенешаль | Защитник / Форвард  | Мексика     | Даллас Уингз (право выбора от Финикс Меркури через Чикаго Скай)                                          | Коннектикутский университет              |
| 6     | Хейли Джонс       | Защитник            | США         | Атланта Дрим (право выбора от Нью-Йорк Либерти через Коннектикут Сан)                                    | Стэнфордский университет                 |
| 7     | Грейс Бергер      | Защитник            | США         | Индиана Фивер (право выбора от Даллас Уингз)                                                             | Индианский университет в Блумингтоне     |
| 8     | Летисия Эмихир    | Форвард             | Канада      | Атланта Дрим (право выбора от Вашингтон Мистикс)                                                         | Университет Южной Каролины               |
| 9     | Джордан Хорстон   | Защитник            | США         | Сиэтл Шторм                                                                                              | Университет Теннесси                     |
| 10    | Зайя Кук          | Защитник            | США         | Лос-Анджелес Спаркс (право выбора от Коннектикут Сан)                                                    | Университет Южной Каролины               |
| 11    | Эбби Мейерс       | Защитник            | США         | Даллас Уингз (право выбора от Чикаго Скай через Индиана Фивер)                                           | Мэрилендский университет в Колледж-Парке |
| 12    | Майя Хирш         | Форвард / Центровая | Франция     | Миннесота Линкс (право выбора от Лас-Вегас Эйсес)                                                        | ЕСБ Вильнёв-д’Аск (Франция)              |

## Второй раунд
| Выбор | Игрок                  | Позиция            | Гражданство | Команда драфта                                    | Университет/ Бывшая команда          |
| ----- | ---------------------- | ------------------ | ----------- | ------------------------------------------------- | ------------------------------------ |
| 13    | Тейлор Майкселл        | Защитник           | США         | Индиана Фивер                                     | Университет штата Огайо              |
| 14    | Шанис Суэйн            | Защитник           | Австралия   | Лос-Анджелес Спаркс                               | Канберра Кэпиталз (ЖНБЛ)             |
| 15    | Лейя Браун             | Защитник           | США         | Атланта Дрим                                      | Мичиганский университет              |
| 16    | Дорка Юхас             | Форвард            | Венгрия     | Миннесота Линкс                                   | Коннектикутский университет          |
| 17    | Ладазия Уильямс        | Форвард            | США         | Индиана Фивер (право выбора от Финикс Меркури)    | Университет штата Луизиана           |
| 18    | Мэди Уильямс           | Защитник / Форвард | США         | Сиэтл Шторм (право выбора от Нью-Йорк Либерти)    | Университет Оклахомы                 |
| 19    | Эшли Джоунс            | Форвард / Защитник | США         | Даллас Уингз                                      | Университет штата Айова              |
| 20    | Элена Тсинеке          | Защитник           | Греция      | Вашингтон Мистикс                                 | Университет Южной Флориды            |
| 21    | Дульси Фанкам Менджаду | Форвард            | Камерун     | Сиэтл Шторм                                       | Университет Южной Флориды            |
| 22    | Алексис Моррис         | Защитник           | США         | Коннектикут Сан                                   | Университет штата Луизиана           |
| 23    | Кайана Трейлор         | Защитник           | США         | Чикаго Скай                                       | Политехнический университет Виргинии |
| 24    | Бри Бил                | Защитник           | США         | Миннесота Линкс (право выбора от Лас-Вегас Эйсес) | Университет Южной Каролины           |

## Третий раунд
| Выбор | Игрок            | Позиция             | Гражданство | Команда драфта                                | Университет/ Бывшая команда                   |
| ----- | ---------------- | ------------------- | ----------- | --------------------------------------------- | --------------------------------------------- |
| 25    | Виктария Сакстон | Форвард             | США         | Индиана Фивер                                 | Университет Южной Каролины                    |
| 26    | Моника Чинано    | Форвард / Центровая | США         | Лос-Анджелес Спаркс                           | Университет Айовы                             |
| 27    | Дестини Харден   | Форвард             | США         | Финикс Меркури (право выбора от Атланта Дрим) | Университет Майами                            |
| 28    | Тейлор Соул      | Форвард             | США         | Миннесота Линкс                               | Политехнический университет Виргинии          |
| 29    | Кади Сиссоко     | Форвард             | Франция     | Финикс Меркури                                | Университет Южной Калифорнии                  |
| 30    | Окако Адика      | Защитник / Форвард  | Дания       | Нью-Йорк Либерти                              | Университет Южной Калифорнии                  |
| 31    | Пейдж Робинсон   | Защитник            | США         | Даллас Уингз                                  | Университет штата Иллинойс                    |
| 32    | Челл Аларкон     | Защитник            | Испания     | Вашингтон Мистикс                             | Араски АЕС Витория (Испания)                  |
| 33    | Джейд Ловилл     | Защитник / Форвард  | США         | Сиэтл Шторм                                   | Аризонский университет                        |
| 34    | Эштен Прештель   | Форвард             | США         | Коннектикут Сан                               | Стэнфордский университет                      |
| 35    | Ксения Малашка   | Форвард             | Беларусь    | Чикаго Скай                                   | Государственный университет Среднего Теннесси |
| 36    | Бриттани Дэвис   | Защитник            | США         | Лас-Вегас Эйсес                               | Алабамский университет                        |